# Hans Schimmerling
Hanuš Aldo Schimmerling (též Hanns Aldo Schimmerling, 5. září 1900 Brno – 19. října 1967 New York) byl česko-americký klavírista, skladatel, učitel, muzikolog a spisovatel židovského původu z Moravy.

## Život a činnost
Narodil se v Brně, jeho rodiči byli zubní lékař Hugo Schimmerling a jeho manželka Eugenie (Jennie), rozená Grossmanová.
Oba jeho rodiče se v roce 1944 ve svých šedesáti letech stali oběťmi holokaustu.

## Vzdělání
Schimmerling hovořil slovensky a německy, později se naučil italsky a anglicky. Ve věku šesti let se začal učit hře na klavír, v jedenácti letech na violoncello a ve čtrnácti letech hudební teorii.
Svůj první veřejný recitál přednesl ve třinácti letech a v sedmnácti letech začal vyučovat. Na Vídeňské univerzitě vystudoval práva a získal diplom na Vídeňské konzervatoři. Později absolvoval také v oboru hudební skladba a dirigování na Akademie múzických umění v Praze.

## Činnost
Po ukončení studií se Schimmerling na rok a půl stal korepetitorem a dirigentem Německé opery v Praze. Poté byl pozván do Spojených států jako doprovod berlínské operní hvězdy a strávil rok a půl v Metropolitní opeře v New Yorku. Po turné po USA odešel Schimmerling do Paříže, kde se zapsal na letní kurz na Sorbonnu. Do Spojených států se vrátil v roce 1926 jako doprovod pro Michaela Bohnena, tehdejšího předního basisty Metropolitní opery.
V roce 1937 sepsal novinový seriál s názvem „Lerne Deutsch in 120 Jahren!“ (Naučte se německy za 120 let!) s kresbami Beate Wiesnerové.
Těsně před německým anšlusem Rakouska Hans odešel z Vídně do Brna, kde absolvoval kurz na učitelské škole a na Masarykově univerzitě vyučoval hudbu, německé a evropské dějiny.
V roce 1939 se s manželkou odstěhoval do Prahy, následně do Terstu v Itálii, odkud odpluli do USA. V roce 1944 se Schimmerling stal americkým občanem. V New Yorku zůstal asi jedenáct let, zde skládal, dirigoval, učil a psal články pro časopisy.
Byl spojen s katedrálou sv. Jana Božského, s operní sezónní školou na Hunter College a s Československou sborovou společností a v 50. letech byl ředitelem odboru opery a hudební teorie Hudební školy Chatham Square.
V roce 1932 se Schimmerling oženil s Mathyldou a v letech 1928–1938 žil ve Vídni. V roce 1967 náhled zemřel po menší operaci v nemocnici.

## Skladby
- Cyklus písní Pierrot marie (1920)
- Orientální symfonie pro orchestr, varhany, sbor a sólo Der Fluch der Kröte (1921)
- Šest miniatur pro komorní orchestr (1922)
- Lyrische Kammermusik, pro smyčce, klavír, klarinet a hlas (1923)
- Symfonická báseň pro baryton a orchestr Die Kirschblüte op.11 (1924)
- Burleske, pro orchestr (1925)
- Klavírní trio op.12
- Lustige Ouvertüre, pro orchestr op.16
- Sinfonietta parisienne, pro orchestr a hlas op.18 (1926) [2]
- 40 písní pro hlas, klavír nebo orchestr
- Cyklus písní Der Gesang vom rollenden Globus, pro mužský sbor a klavír (1937)
- Tumult v Tambergu, hudební groteska (1938)
- Viola sonata v C dur (1939)
- Smyčcové trio v G dur (1939)
- Kantáta pro baryton, sbor a orchestr Ballade von der goldenen Schwelle
- Kantáta pro baryton, sbor a klavír Humphrey Potter
- Frankie a Johnny, hudební hra op.39 (1941)
- Te Deum, pro sůl, sbor a orchestr (1944)
- Opera Silvio Pellico
- Symfonie č. 1 (1949)
- Toccata und Fuga chromatica, pro varhany (1949)
- Slavonian Rhapsody Concerto (1949)
- Requiem pro sólo, sbor a orchestr (1950)
- Serenáda pro smyčcové kvarteto, klavír a 3 ženské hlasy (1952)